# Lista de prefeitos de Guararema
Esta é a lista de prefeitos e vice-prefeitos do município de Guararema, estado brasileiro de São Paulo.
| Nº | Nome                                 | Partido | Vice-prefeito                    | Início do mandato       | Fim do mandato         | Observações |
| 1  | João Muniz Barreto                   | PRP     | —                                | 7 de janeiro de 1901    | 7 de janeiro de 1905   | Intendente |
| 2  | Brasilio Pinto da Fonseca            | PRP     | —                                | 8 de janeiro de 1905    | 7 de janeiro de 1908   | Intendente |
| 2  | Brasilio Pinto da Fonseca            | PRP     | —                                | 15 de janeiro de 1908   | 15 de janeiro de 1911  | |
| 2  | Brasilio Pinto da Fonseca            | PRP     | —                                | 6 de fevereiro de 1911  | 15 de janeiro de 1913  | |
| 3  | João Muniz Barreto                   | PRP     | —                                | 15 de janeiro de 1917   | 15 de janeiro de 1923  | |
| 4  | José Marcondes Flores                | PRP     | —                                | 15 de janeiro de 1925   | 15 de janeiro de 1930  | |
| 5  | Ivan Brasil                          | PRP     | —                                | 16 de janeiro de 1930   | 28 de outubro de 1930  | |
| 6  | José Brasil de Salles Peixoto        | AL      | —                                | 30 de outubro de 1930   | 20 de abril de 1931    | Prefeito nomeado |
| 7  | Ivan Brasil                          | PRP     | —                                | 20 de abril de 1931     | 7 de julho de 1933     | Prefeito nomeado |
| 8  | José Maria Botelho Egas              | PD      | —                                | 2 de outubro de 1933    | 4 de maio de 1936      | Prefeito nomeado |
| 9  | José Garcia                          | PD      | —                                | 4 de maio de 1936       | 23 de maio de 1936     | Prefeito nomeado |
| 10 | Waldomiro Marcondes                  | PD      | —                                | 23 de maio de 1936      | 15 de janeiro de 1938  | Prefeito nomeado |
| 11 | Francisco França Lopes               | PCSP    | —                                | 16 de janeiro de 1938   | 7 de fevereiro de 1938 | Prefeito nomeado |
| 12 | Waldomiro Marcondes                  | PD      | —                                | 8 de fevereiro de 1938  | 23 de março de 1938    | Prefeito nomeado |
| 13 | Ivan Brasil                          | PP      | —                                | 24 de março de 1938     | 11 de maio de 1938     | Prefeito nomeado |
| 14 | Francisco França Lopes               | PCSP    | —                                | 12 de maio de 1938      | 21 de junho de 1938    | Prefeito nomeado |
| 15 | João Muniz Barreto                   | PP      | —                                | 22 de junho de 1938     | 28 de agosto de 1939   | Prefeito nomeado |
| 16 | Benedicto Marcondes                  | PD      | —                                | 28 de agosto de 1939    | 13 de novembro de 1939 | Prefeito nomeado |
| 17 | Francisco Leite Sobrinho             | PLP     | —                                | 14 de novembro de 1939  | 16 de setembro de 1945 | Prefeito nomeado |
| 18 | José Garcia                          | PSP     | —                                | 16 de setembro de 1945  | 3 de abril de 1947     | Prefeito nomeado |
| 19 | Brasílio Marcondes Machado           | PSP     | —                                | 3 de janeiro de 1948    | 20 de abril de 1950    | |
| 20 | Benedicto Marcondes                  | PSP     | —                                | 20 de abril de 1950     | 20 de julho de 1950    | |
| 21 | Brasílio Marcondes Machado           | PSP     | —                                | 20 de julho de 1950     | 12 de março de 1951    | |
| 22 | Benedicto Marcondes                  | PSP     |                                  | 12 de março de 1951     | 31 de dezembro de 1951 | |
| 23 | João Freire Martins                  | PSP     | Guilherme Marchini (PTB)         | 1º de janeiro de 1952   | 31 de dezembro de 1955 | Prefeito e vice eleitos em sufrágio universal                                                                                        |
| 24 | João Torquato de Camargo             | PTN     |                                  | 1º de janeiro de 1956   | 31 de dezembro de 1959 | |
| 25 | Vicente Santana                      | UDN     | Antonio Teixeira Muniz           | 1º de janeiro de 1960   | 31 de dezembro de 1964 | Prefeito e vice eleitos em sufrágio universal                                                                                        |
| 26 | Deoclésia de Almeida Mello           | ARENA   | Carlos Benitez                   | 1º de janeiro de 1965   | 31 de janeiro de 1968  | Prefeita e vice eleitos em sufrágio universal                                                                                        |
| 27 | Gerbásio Marcelino                   | ARENA   | Sebastião Alvino de Souza        | 1º de fevereiro de 1968 | 31 de outubro de 1970  | Prefeito e vice eleitos em sufrágio universal cujo titular renunciou ao mandato                                                      |
| 28 | Sebastião Alvino de Souza            | ARENA   | —                                | 1º de novembro de 1970  | 31 de janeiro de 1972  | Vice-prefeito eleito no cargo de Prefeito                                                                                            |
| 29 | João Freire Martins                  | ARENA   |                                  | 1º de fevereiro de 1972 | 31 de janeiro de 1977  | Prefeito eleito em sufrágio universal                                                                                                |
| 30 | Sebastião Alvino de Souza            | ARENA   | Ademar Brasil                    | 1º de fevereiro de 1977 | 31 de janeiro de 1983  | Prefeito e vice eleitos em sufrágio universal                                                                                        |
| 31 | Vicente Alves Pereira                | PDS     | Laerte Moreira Bueno             | 1º de fevereiro de 1983 | 31 de dezembro de 1988 | Prefeito e vice eleitos em sufrágio universal                                                                                        |
| 32 | Conceição Apparecida Alvino de Souza | PMDB    | Nelson Rufino Gomes              | 1º de janeiro de 1989   | 31 de dezembro de 1992 | Prefeita e vice eleitos em sufrágio universal                                                                                        |
| 33 | Vicente Antonio Mariano              | PDS     | Márcio Pinto Gonçalves da Silva  | 1º de janeiro de 1993   | 31 de dezembro de 1996 | Prefeito e vice eleitos em sufrágio universal                                                                                        |
| 34 | Conceição Apparecida Alvino de Souza | PL      | José Cubas de Morais             | 1º de janeiro de 1997   | 31 de dezembro de 2000 | Prefeita e vice eleitos em sufrágio universal                                                                                        |
| 34 | Conceição Apparecida Alvino de Souza | PL      | André Luís do Prado              | 1º de janeiro de 2001   | 31 de dezembro de 2004 | Prefeita reeleita e vice eleito em sufrágio universal                                                                                |
| 35 | André Luis do Prado                  | PL/PR   | Djalma de Faria (PL)             | 1º de janeiro de 2005   | 31 de dezembro de 2008 | Prefeito e vice eleitos em sufrágio universal                                                                                        |
| 36 | Márcio Luiz Alvino de Souza          | PR      | Sirlene Messias de Moraes (PSDB) | 1º de janeiro de 2009   | 31 de dezembro de 2012 | Prefeito e vice eleitos em sufrágio universal                                                                                        |
| 36 | Márcio Luiz Alvino de Souza          | PR      | Adriano de Toledo Leite (PSDB)   | 1º de janeiro de 2013   | 4 de abril de 2014     | Prefeito reeleito e vice eleito em sufrágio universal cujo titular renunciou ao mandato para concorrer a eleição de deputado federal |
| 37 | Adriano de Toledo Leite              | PR/PL   | —                                | 5 de abril de 2014      | 31 de dezembro de 2016 | Vice-prefeito eleito no cargo de Prefeito                                                                                            |
| 37 | Adriano de Toledo Leite              | PR/PL   | Dirceu Jacinto Granato (PSDB)    | 1º de janeiro de 2017   | 31 de dezembro de 2020 | Prefeito reeleito e vice eleito em sufrágio universal                                                                                |
| 38 | José Luiz Eroles Freire              | PL      | Odvane Rodrigues da Silva (PL)   | 1º de janeiro de 2021   | 31 de dezembro de 2024 | Prefeito e vice eleitos em sufrágio universal                                                                                        |
| 38 | José Luiz Eroles Freire              | PL      | Odvane Rodrigues da Silva (PL)   | 1° de janeiro de 2025   | Atualidade             | Prefeito e vice reeleitos em sufrágio universal                                                                                      |